# Oroszlánfejű kút
Az Oroszlánfejű kút egy forrás a Szent György-hegy déli oldalán, Hegymagas település közigazgatási területén található. A forrást 1901-ben foglalták forrásszájba, vagyis oroszlánszájba, ez volt a legnagyobb vízhozamú forrás a Szent György-hegyen. A forrás vize „résvíz”, lehullott eső összegyűlik a talajba, és forrásként jön a felszínre.

## Szabadidő
Itt vezet el az Országos Kéktúra 5-ös számú szakasza.

## Megközelítése
Az Országos Kéktúra jelzésén Szigliget felől 4,9 kilométer.